# Heiliggeistspitalstiftung Freiburg

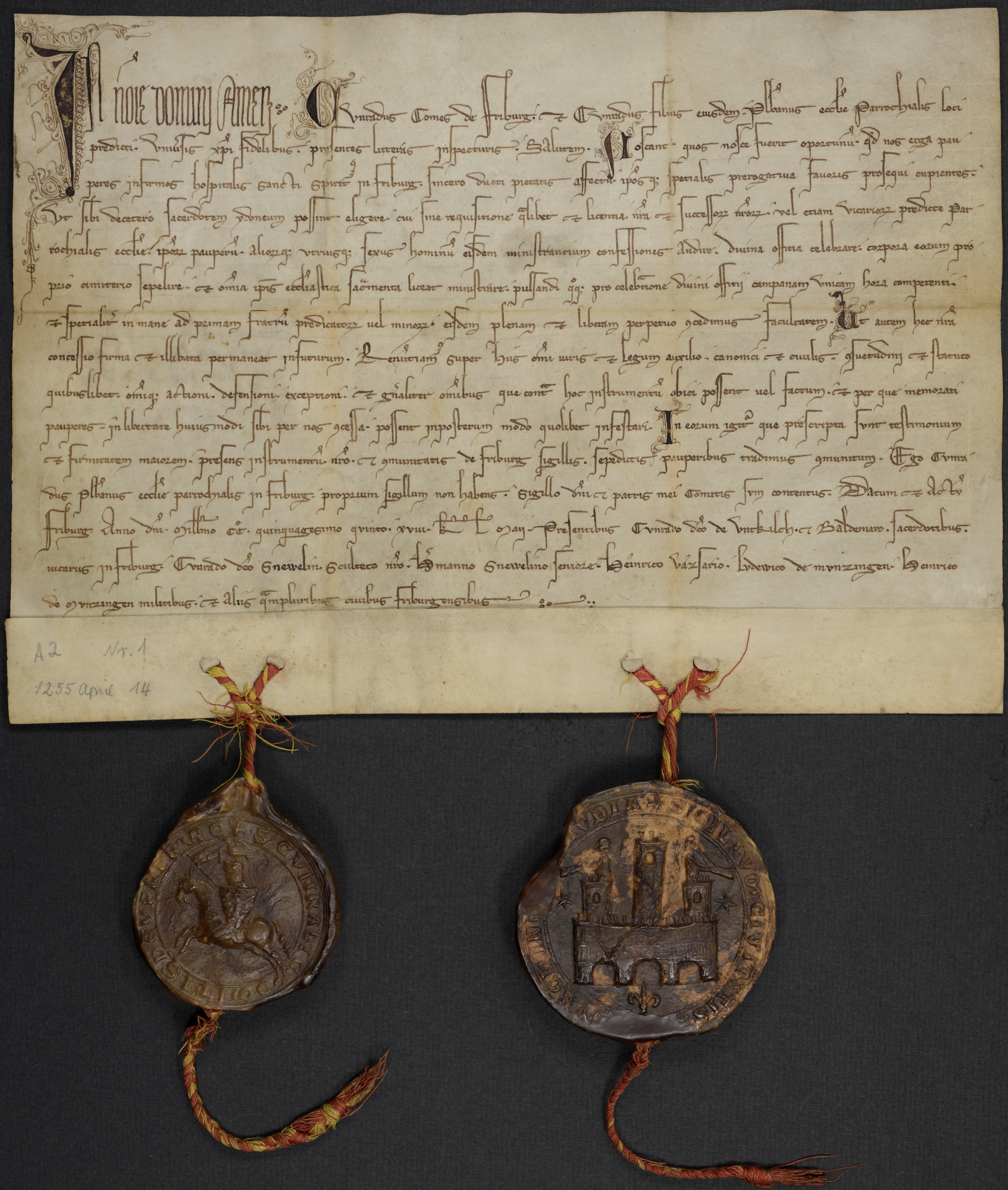
Urkunde mit der Ersterwähnung des Heiliggeiststifts von 1255 (Stadtarchiv Freiburg)

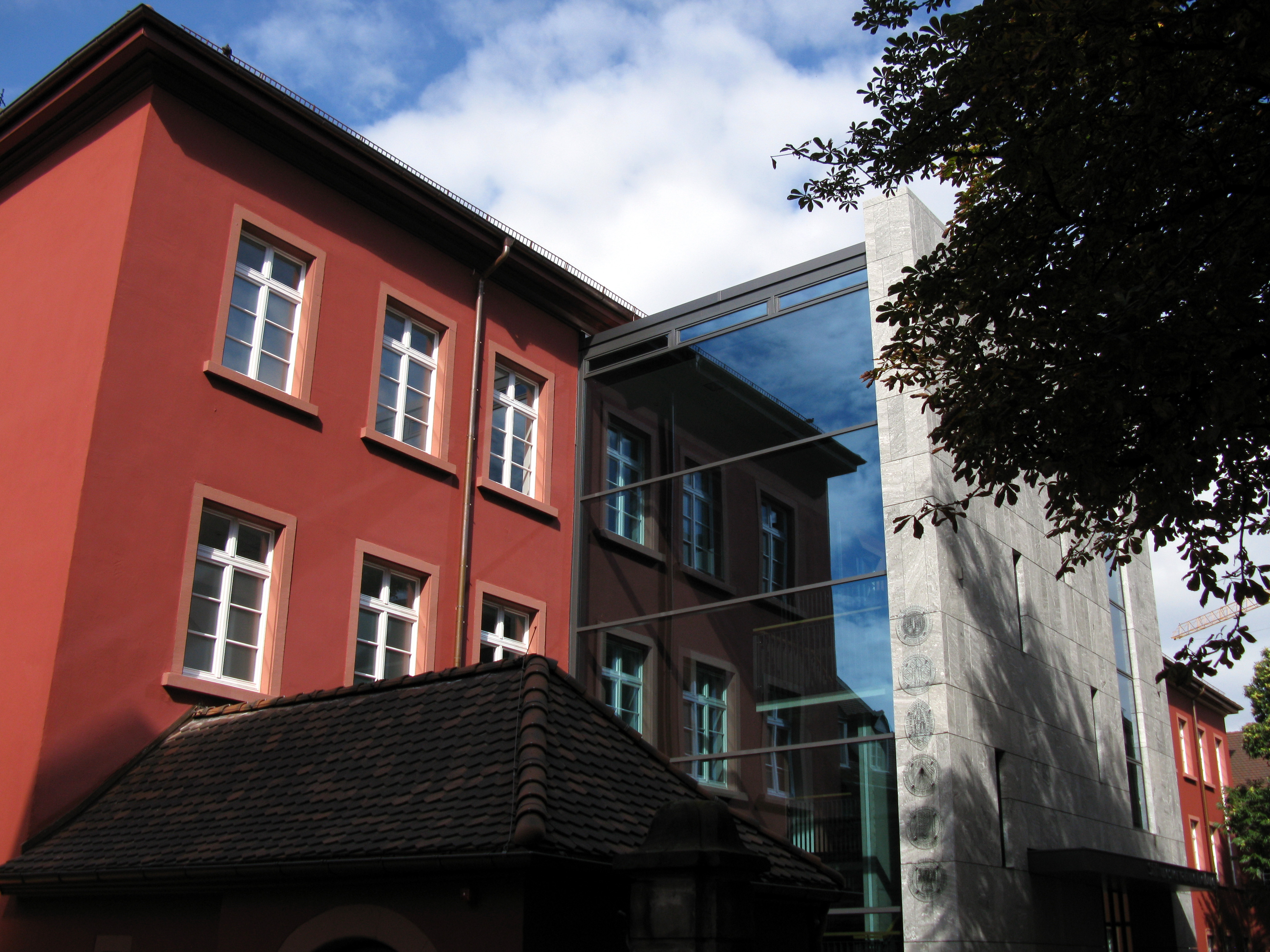
Stiftungsverwaltung im früheren Konventsgebäude des Klosters Adelhausen

Die Heiliggeistspitalstiftung mit Sitz in Freiburg im Breisgau, schon im Mittelalter als Heilig-Geist-Spital begründet, ist heute eine gemeinnützige Stiftung mit dem Aufgabenbereich Altenhilfe.

## Tätigkeit
Die Heiliggeistspitalsstiftung ist ein großer Träger der Altenpflege in der Stadt Freiburg, sie ist die größte und älteste Stiftung der Stadt, heute eingegliedert in die Stiftungsverwaltung. Sie betreut ca. 1000 ältere Mitbürger und beschäftigt ca. 400 Mitarbeiter. Aufsichtsgremium ist der Stiftungsrat unter dem Vorsitz des Freiburger Oberbürgermeisters.
Die Heiliggeistspitalstiftung betreibt heute in Freiburg vier Pflegeeinrichtungen, sechs Wohnanlagen für betreutes Wohnen, zwei Alten-Begegnungsstätten, einen ambulanten Pflegedienst sowie eine Tagespflege.

## Geschichte
Nach Erwähnungen eines Hospitals bereits im 12. Jahrhundert wurde die erste eigene Urkunde des Heilig-Geist-Spitals Freiburg am 14. April 1255 ausgestellt, in der Graf Konrad I. von Freiburg und die Stadt Freiburg dem Heiliggeistspital eine Reihe von Privilegien zubilligten.
Das Heiliggeistspital gehörte zu den sogenannten Pfründnerhäusern. Bürger und Bürgerinnen übereigneten der Spitalstiftung ein beträchtliches Vermögen und erwarben sich dadurch den Anspruch, im Alter und bei Krankheit versorgt zu werden. Außerdem erhielt das Spital Zuwendungen in Form von Almosen. Das Spital war vor allem der Pflege des Seelenheils gewidmet, zentral war eine eigene Kapelle, man lebte in einer klosterähnlichen Ordnung, die Betreuung der Alten lag in Händen einer Laienbruderschaft. Das Spital hatte eigene Wirtschaftsbetriebe, Stallungen, auch ein eigenes Gefängnis und einen eigenen Friedhof. Durch Schenkungen gelangte die Stiftung in den Besitz von Wäldern, Feldern, ganzen Bauernhöfen, die verpachtet wurden, Mühlen und Weinbergen. 1298 wurde das Stiftungsweingut erstmals erwähnt. Es produzierte zur Selbstversorgung Wein, der als Getränk und als Medizin genutzt wurde, und trug durch Verkauf von Überschüssen zur wirtschaftlichen Grundlage der Stiftung bei. Es ist heute noch aktiv und residiert inzwischen auf dem Jesuitenschloss in Merzhausen.

## Standorte

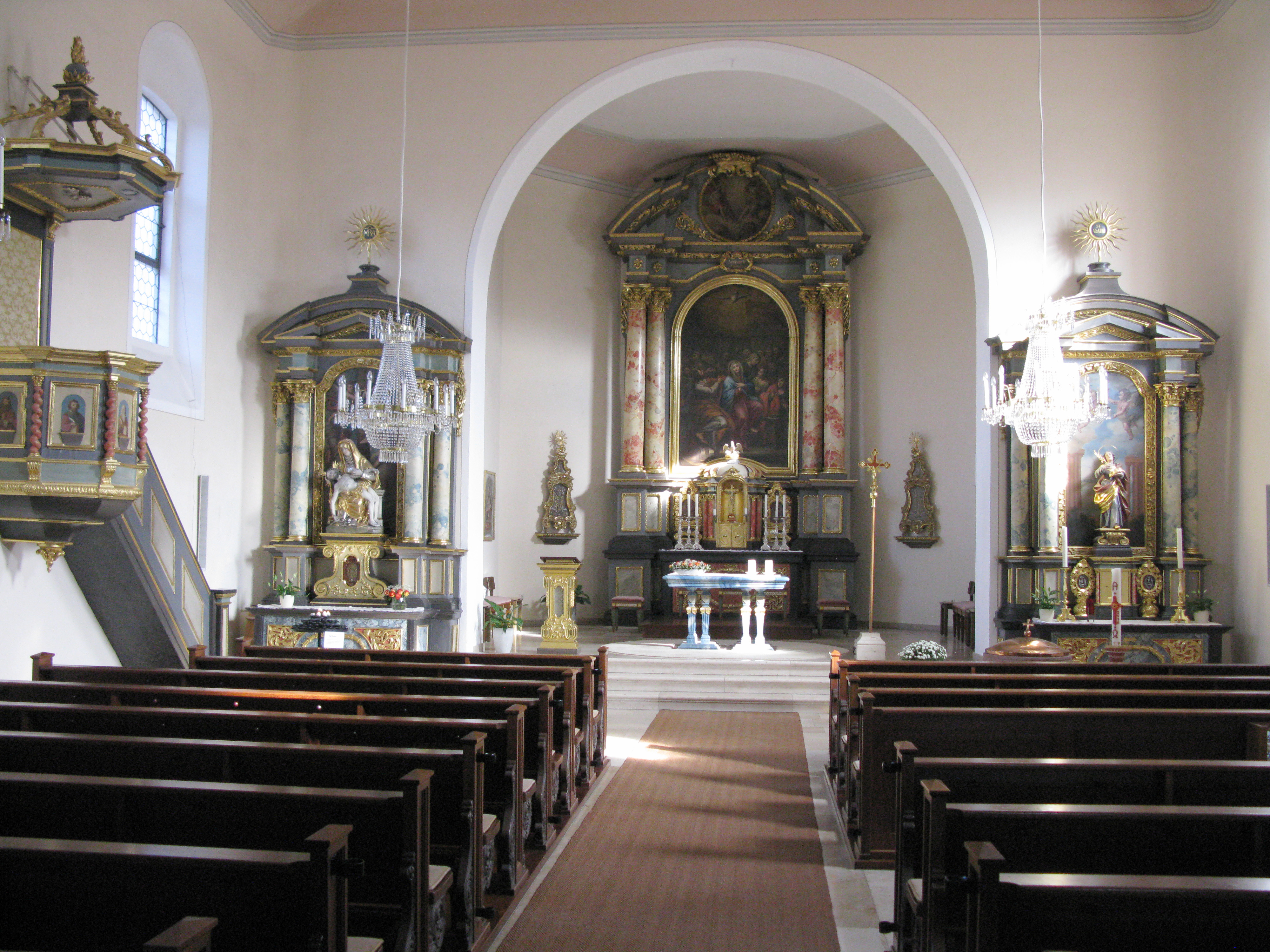
Innenausstattung der Heiliggeist-Spitalkirche, heute in St. Agatha, Horben

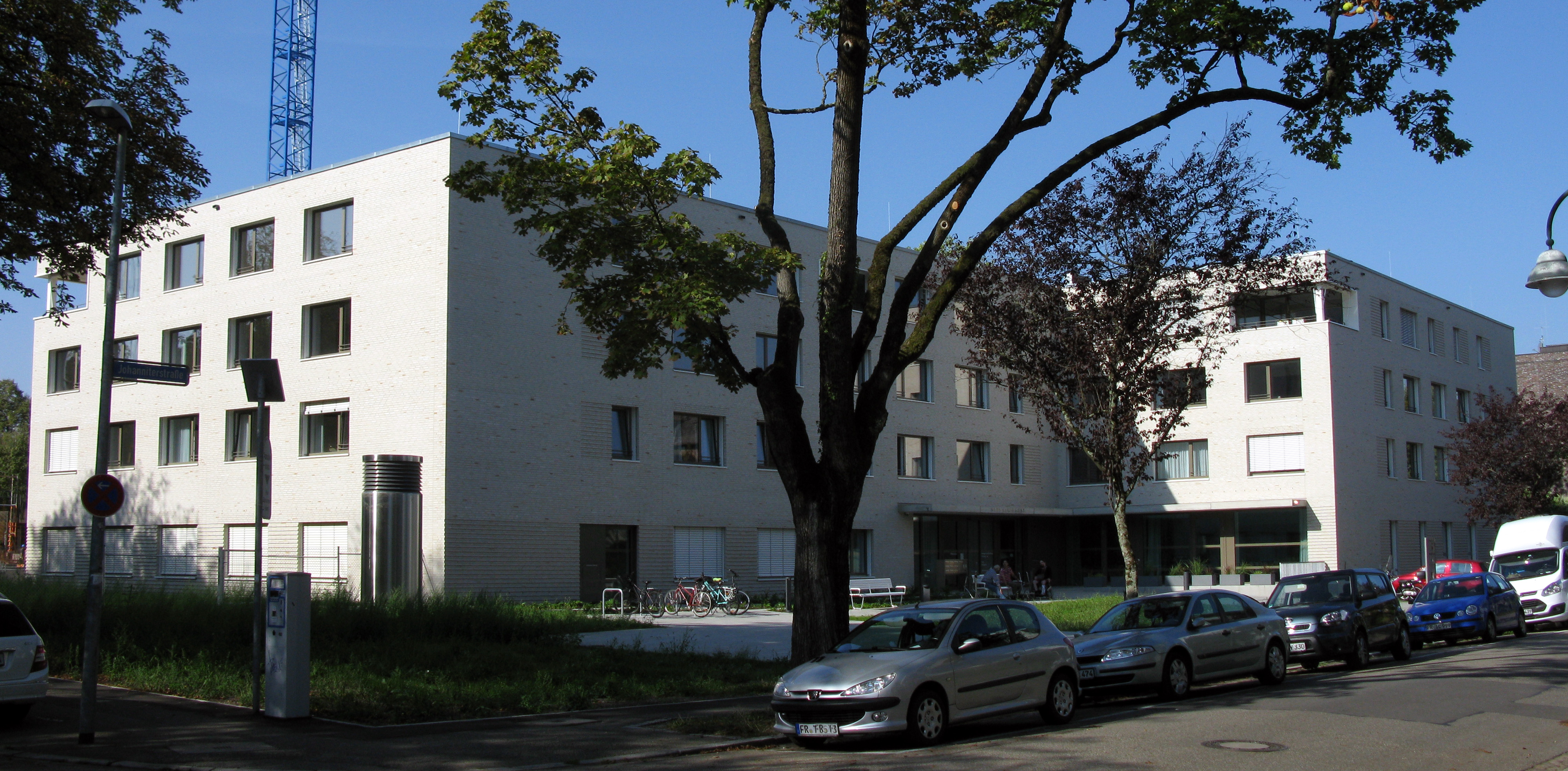
Haus Heiliggeist in der Johanniterstraße

Der erste nachweisbare Standort des Heiliggeistspitals lag zwischen dem Münsterplatz und der Kaiserstraße an der Münstergasse, wo heute ein in den 1970er Jahren errichteter Kaufhauskomplex (Architekt Heinz Mohl) steht. Die dortige Spitalkirche wurde nach der Säkularisation abgebrochen; ihr Portal sowie ihre Altäre wurden beim Neubau der Pfarrkirche St. Agatha in Horben verwendet. Das barocke Portal unter dem dort mittig in der Westfassade eingezogenen Turm war im Jahr 1703 von Johann Adam Wissen für die frühere Freiburger Heiliggeistspitalkirche geschaffen worden; Im Giebelfeld erinnert die Heilig-Geist-Taube daran.
Auch die Innenausstattung wurde 1823 von der Heiliggeistspitalkirche nach Horben versetzt, ist aber deutlich älter. Am barocken Hochaltar in warmen Blaugrau- und Rottönen zeigt ein Altarbild des Waldkircher Malers Johannes Winterer das Pfingstwunder. Auch hier schwebt wieder die Heilig-Geist-Taube – sowohl oben im Bild, wie auch davor auf einem Altar-Aufsatz. Der rechte Seitenaltar stellt die Patronin St. Agatha dar, der linke ist der Mutter Gottes mit einer Pietà geweiht.
Aus Teilen des Erlöses der Ende des 18. Jahrhunderts säkularisierten Kartause konnte 1803 das ehemalige Klarissenkloster in der Merianstraße umgebaut und erweitert werden. Es wurde nun „Bürgerspital und Armenhaus“ und seit der Mitte des Jahrhunderts von den Barmherzigen Schwestern des heiligen Vincenz von Paul versorgt. 1944 wurde es bei einem Bombenangriff zerstört. Im Stadtteil Neuburg in der Deutschordensstraße wurde 1957 das Heiliggeiststift neu errichtet (Architekten Hans Geiges und Immo Kirsch), welches ab 2018 durch das Haus Heiliggeist (Architekt Harald Konzik) in der Johanniterstraße ersetzt wurde.

## Kruzifix
Das Kruzifix, welches am Haus Heiliggeist an der Karlstraße steht, stand ursprünglich an der Außenseite der Kirche des Predigerklosters, heute Quartier Unterlinden. Nach dem Abbruch des Chores der säkularisierten Predigerkirche (nach 1804) wurde dieses Kruzifix, das sich an der Außenseite der Klosterkirche befand auf dem Unterlindenplatz aufgestellt. Da zwischen 1887 und 1890 der heutige noch vorhandene Brunnen und ein neues Kreuz von Julius Seitz geschaffen wurde, versetzte man das alte Kruzifix in den Hof des Heiliggeistspitals an der Gauchstraße (heute Rathausneubau aus den 1950er Jahren). Nach dem Bombenangriff 1944 wurde das beschädigte Kreuz aus den Ruinen gerettet, restauriert und 1963 am Heiliggeiststift in der Deutschordensstraße aufgerichtet. Es trägt die Inschrift: „Im Kriegsjahr 1944 bei dem großen Angriff wurde das Heiliggeiststift an der Gauchstraße zerstört und dieses Kreuz stark beschädigt. 1957 wurde das Heiliggeiststift an diesem Ort ▼ aufgebaut und das Kreuz 1963 hier aufgerichtet.“ Im Zuge des Neubaus wurde das Kreuz 2019 an die Karlstraße vor das neue Haus Heiliggeist versetzt.▼

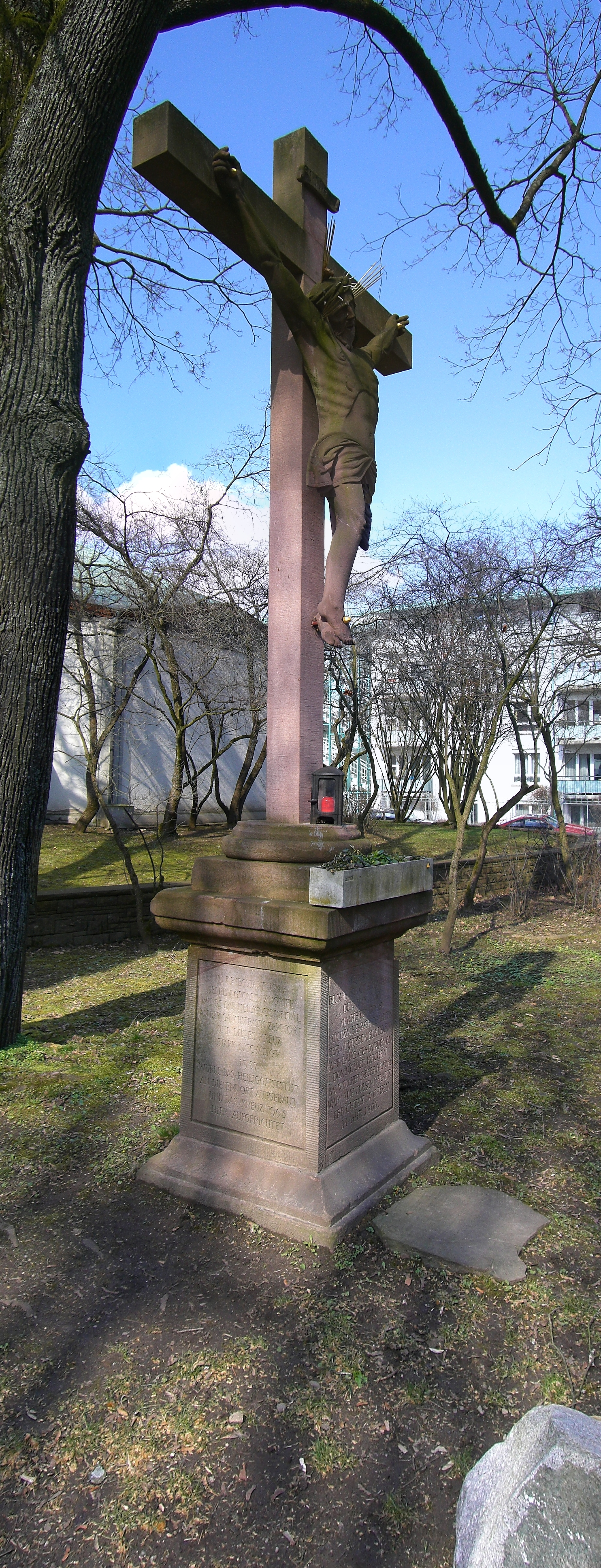
Kruzifix in der Deutschordensstraße
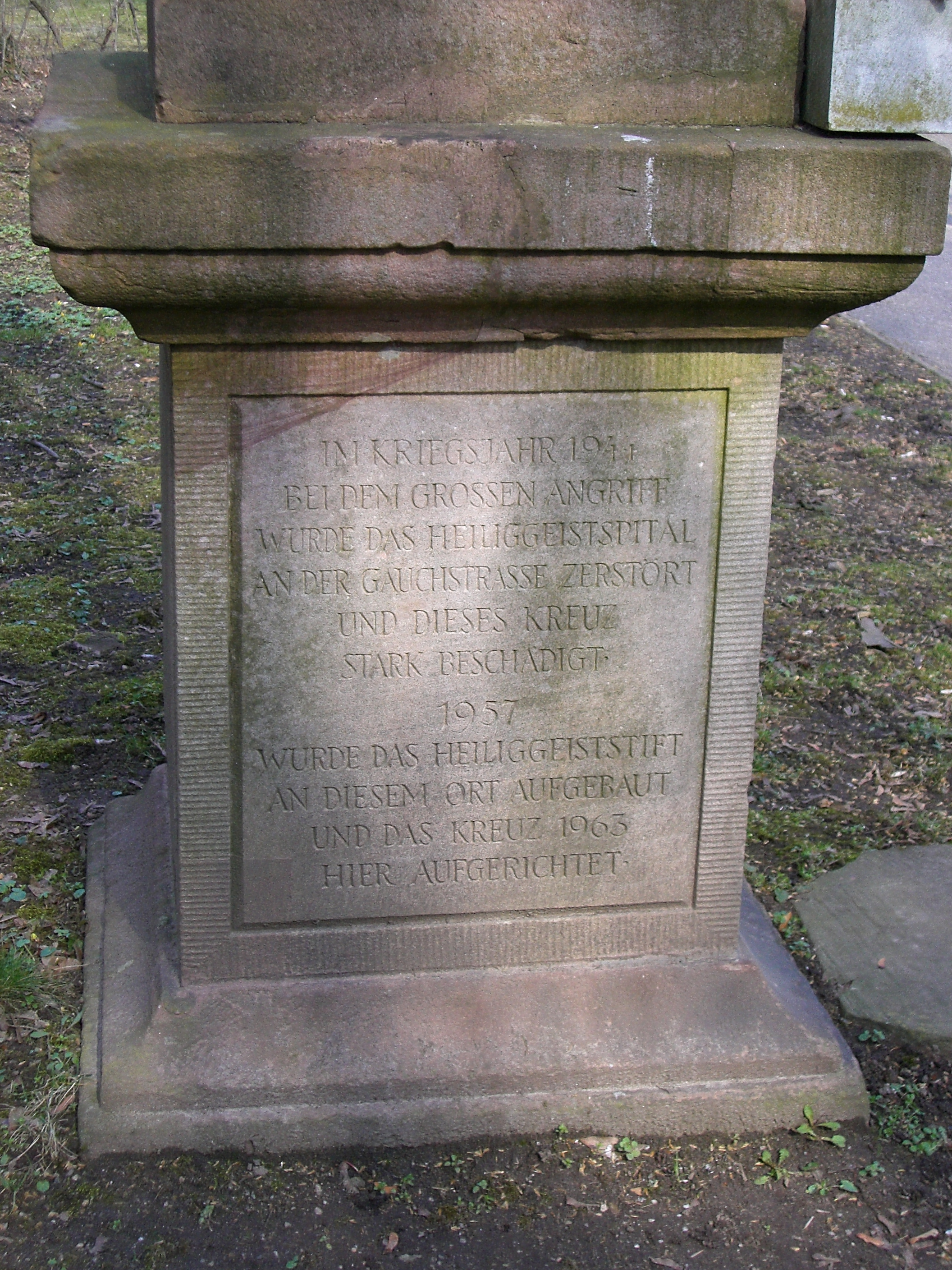
Inschrift
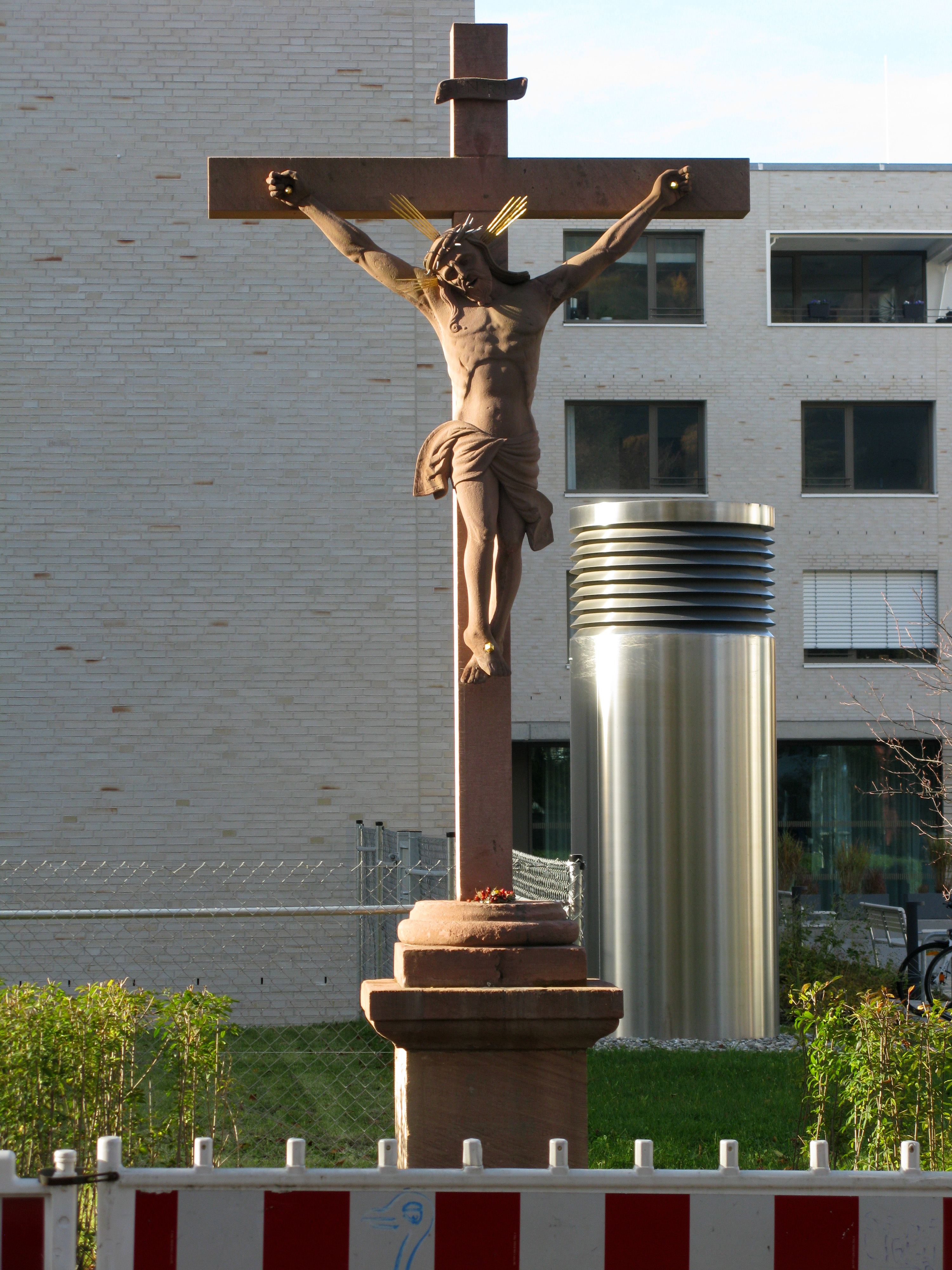
Kruzifix in der Karlstraße